# Brynt smör
Brynt smör eller beurre noisette (franska; bokstavligen hasselnötssmör) är smält smör till den punkt en maillardreaktion uppstår mellan mjölkproteinerna och mjölksockret. Smöret antar en lätt gyllenbrun färg och får en nötig väldoft som påminner om smörkola. Smöret kan också smaksättas vidare med olika örter, till exempel salvia eller rosmarin, eller citron. Brynt smör med citron kallas i fransk matlagning beurre meunière.
Brynt smör kan användas som en sås i det salta köket, men är också en vanlig ingrediens i franska bakverk, till exempel i madeleinekaka.